# Hồn Xuân
Hồn Xuân (tiếng Trung: 珲春市, Chosŏn'gŭl: 혼춘; Hangul: 훈춘 Hán Việt: Hồn Xuân thị) là một phó địa cấp thị (thành phố cấp phó địa khu) của châu tự trị Diên Biên, tọa lạc xa phía đông của tỉnh Cát Lâm, Trung Quốc. Thành phố này giáp biên giới với hai nước Cộng hòa Dân chủ Nhân dân Triều Tiên (tỉnh Hamgyong Bắc) và Nga (Primorsky Krai), có diện tích 5.145 km2 và dân số là 250.000 người. Vị trí kinh đô phía đông của Vương quốc Bột Hải tồn tại từ năm 785 đến năm 793, Donggyeong, nằm ở đây.
Tên của thành phố, Hồn Xuân, xuất phát từ Huncun trong tiếng Mãn Châu (chữ Mãn: ᡥᡠᠨᠴᡠᠨ; Möllendorff: huncun; Abkai: hunqun).
Hồn Xuân, cùng với thị trấn Phòng Xuyên gần đó, nằm ở khu vực giao nhau của biên giới ba quốc gia: Trung Quốc, Nga và Bắc Triều Tiên; do khu vực biên giới đặc biệt này được cung cấp với một đài quan sát, nó là một điểm thu hút khách du lịch phổ biến. Do nằm gần biên giới Trung-Triều, Hồn Xuân có cộng đồng người Triều Tiên sinh sống đông đúc (chiếm 42,8% dân số thành phố); còn lại là người Hán (chiếm 47,6%) và người Mãn Châu (chiếm 9,3%).
Năm 2015, Trung Quốc đã nhận lại 4,7 km2 đất từ Nga sau khi điều chỉnh 5 cột mốc biên giới mới thuộc tỉnh Cát Lâm, khu vực này do chính quyền thành phố Hồn Xuân quản lý. Vùng đất này là một phần lãnh thổ mà nhà Thanh (1644-1911) đã nhượng cho Nga sau khi bại trận trong cuộc chiến tranh nha phiến lần thứ hai, bao gồm cả một phần của sông Hubutu, chỉ cách Ussuriysk, trung tâm vận chuyển hàng hóa Trung Quốc lớn nhất của vùng Viễn Đông Nga 60 km. Quốc vụ viện Trung Quốc đã tiến hành đặt tên cho 5 địa điểm trong khu vực, bao gồm: Jiepailing, Tuolungang, Hongqizhuang, Jilonggou và Lanxiangpin.

## Hành chính

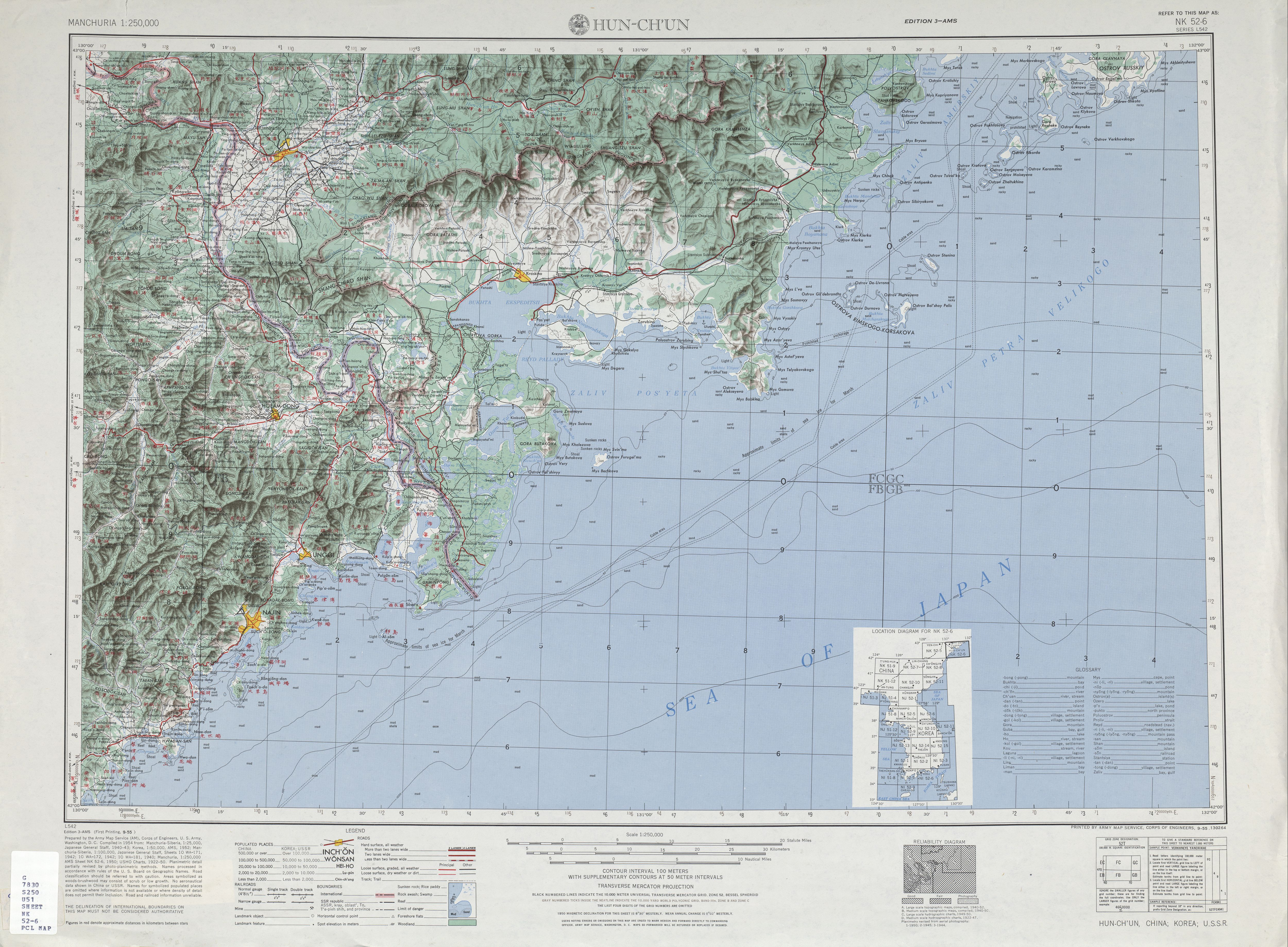
Hồn Xuân (được viết là Hun-ch'un 琿春) (1954)

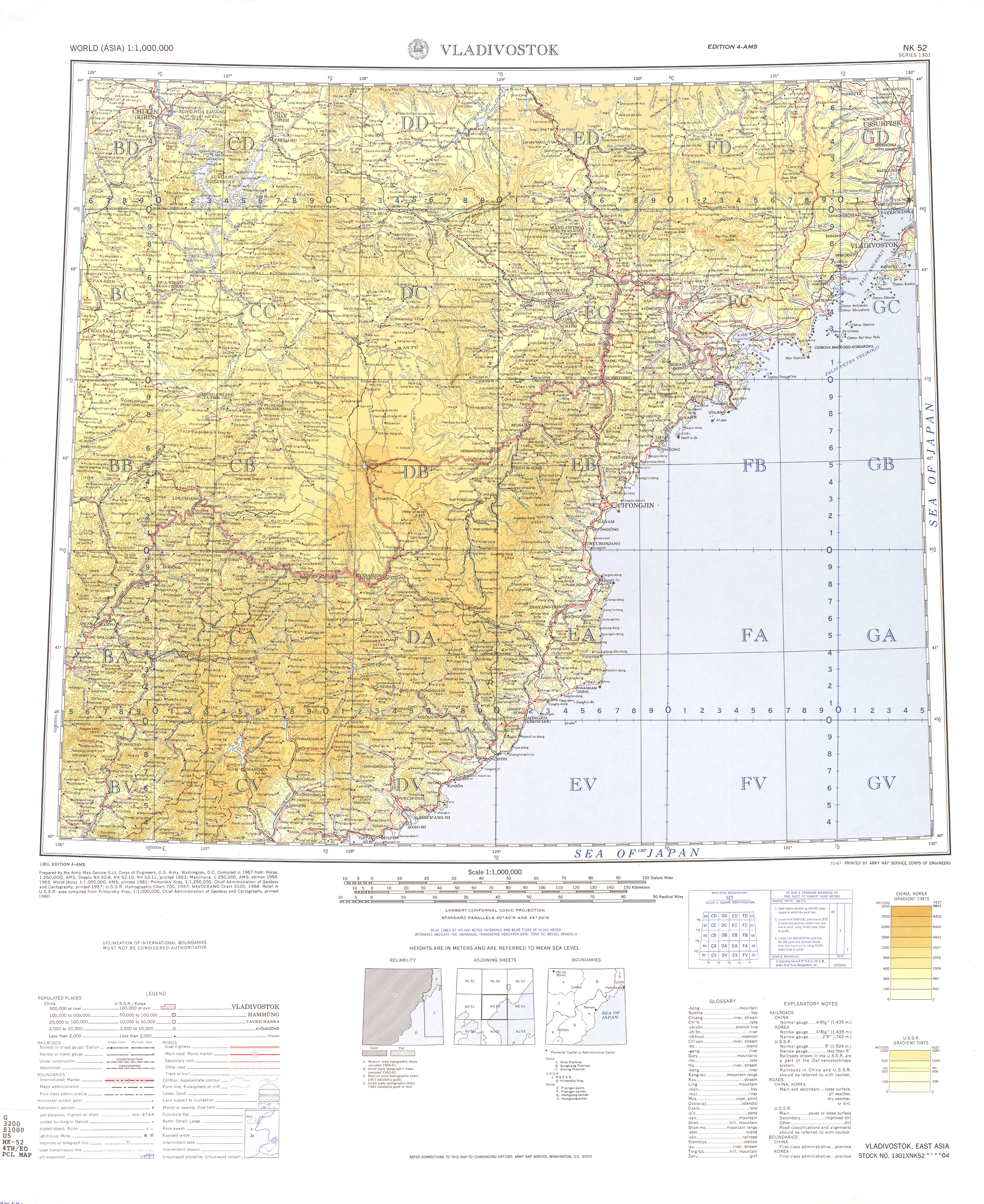
Bản đồ bao gồm Hồn Xuân (được viết là HUN-CHʻUN) (AMS, 1967)

Thành phố này được chia ra 4 nhai đạo, 4 trấn, 5 hương, 2 hương dân tộc và một khu hợp tác kinh tế biên giới.
- Các nhai đạo:

Xin'an (新安街道/신안가도), Jinghe (靖和街道/정화가도), Henan (河南街道/하남가도), Jinhai (近海街道/근해가도)
- Trấn:

Chunhua (春化镇/춘화진), Jingxin (敬信镇/경신진), Banshi (板石镇/판석진), Ying'an (英安镇/영안진)
- Hương:

Hương Hadamen (哈达门乡/합달문향), hương Machuanzi (马川子乡/마천자향), hương Mihong (密江乡/밀강향), hương dân tộc Sanjiazi Manchu (三家子满族乡/삼가자만주족 향), hương dân tộc (杨泡子满族乡/양포자 만주족 향)

## Khí hậu
| Dữ liệu khí hậu của Hồn Xuân             | Dữ liệu khí hậu của Hồn Xuân | Dữ liệu khí hậu của Hồn Xuân | Dữ liệu khí hậu của Hồn Xuân | Dữ liệu khí hậu của Hồn Xuân | Dữ liệu khí hậu của Hồn Xuân | Dữ liệu khí hậu của Hồn Xuân | Dữ liệu khí hậu của Hồn Xuân | Dữ liệu khí hậu của Hồn Xuân | Dữ liệu khí hậu của Hồn Xuân | Dữ liệu khí hậu của Hồn Xuân | Dữ liệu khí hậu của Hồn Xuân | Dữ liệu khí hậu của Hồn Xuân | Dữ liệu khí hậu của Hồn Xuân |
| Tháng                                    | 1                            | 2                            | 3                            | 4                            | 5                            | 6                            | 7                            | 8                            | 9                            | 10                           | 11                           | 12                           | Năm                          |
| ---------------------------------------- | ---------------------------- | ---------------------------- | ---------------------------- | ---------------------------- | ---------------------------- | ---------------------------- | ---------------------------- | ---------------------------- | ---------------------------- | ---------------------------- | ---------------------------- | ---------------------------- | ---------------------------- |
| Cao kỉ lục °C (°F)                       | 9.2 (48.6)                   | 12.4 (54.3)                  | 20.3 (68.5)                  | 33.6 (92.5)                  | 33.4 (92.1)                  | 36.9 (98.4)                  | 35.6 (96.1)                  | 36.2 (97.2)                  | 31.3 (88.3)                  | 27.3 (81.1)                  | 19.3 (66.7)                  | 9.9 (49.8)                   | 36.9 (98.4)                  |
| Trung bình ngày tối đa °C (°F)           | −5.3 (22.5)                  | −0.7 (30.7)                  | 5.8 (42.4)                   | 14.4 (57.9)                  | 19.7 (67.5)                  | 22.3 (72.1)                  | 25.0 (77.0)                  | 26.6 (79.9)                  | 22.6 (72.7)                  | 15.6 (60.1)                  | 4.9 (40.8)                   | −3.2 (26.2)                  | 12.3 (54.2)                  |
| Trung bình ngày °C (°F)                  | −10.8 (12.6)                 | −6.8 (19.8)                  | −0.3 (31.5)                  | 7.4 (45.3)                   | 12.9 (55.2)                  | 16.9 (62.4)                  | 20.5 (68.9)                  | 21.8 (71.2)                  | 16.3 (61.3)                  | 8.7 (47.7)                   | −0.8 (30.6)                  | −8.2 (17.2)                  | 6.5 (43.6)                   |
| Tối thiểu trung bình ngày °C (°F)        | −15.7 (3.7)                  | −12.4 (9.7)                  | −5.9 (21.4)                  | 1.4 (34.5)                   | 7.5 (45.5)                   | 13.0 (55.4)                  | 17.4 (63.3)                  | 18.2 (64.8)                  | 11.1 (52.0)                  | 2.9 (37.2)                   | −5.4 (22.3)                  | −12.6 (9.3)                  | 1.6 (34.9)                   |
| Thấp kỉ lục °C (°F)                      | −27.7 (−17.9)                | −27.9 (−18.2)                | −24.1 (−11.4)                | −7.3 (18.9)                  | −0.8 (30.6)                  | 5.6 (42.1)                   | 8.9 (48.0)                   | 8.7 (47.7)                   | −1.7 (28.9)                  | −9.2 (15.4)                  | −21.2 (−6.2)                 | −23.4 (−10.1)                | −27.9 (−18.2)                |
| Lượng Giáng thủy trung bình mm (inches)  | 8.6 (0.34)                   | 8.5 (0.33)                   | 13.4 (0.53)                  | 39.9 (1.57)                  | 67.8 (2.67)                  | 94.2 (3.71)                  | 140.1 (5.52)                 | 118.3 (4.66)                 | 74.8 (2.94)                  | 34.6 (1.36)                  | 15.7 (0.62)                  | 9.2 (0.36)                   | 625.1 (24.61)                |
| Số ngày giáng thủy trung bình (≥ 0.1 mm) | 2.3                          | 3.1                          | 4.8                          | 7.0                          | 13.4                         | 14.4                         | 15.1                         | 14.2                         | 9.5                          | 6.1                          | 5.3                          | 3.7                          | 98.9                         |
| Số ngày tuyết rơi trung bình             | 3.8                          | 4.5                          | 4.8                          | 1.8                          | 0                            | 0                            | 0                            | 0                            | 0                            | 0.7                          | 4.8                          | 5.3                          | 25.7                         |
| Độ ẩm tương đối trung bình (%)           | 53                           | 52                           | 54                           | 60                           | 68                           | 79                           | 84                           | 82                           | 75                           | 63                           | 57                           | 55                           | 65                           |
| Số giờ nắng trung bình tháng             | 189.9                        | 197.2                        | 230.6                        | 220.5                        | 213.6                        | 179.3                        | 161.4                        | 178.8                        | 217.3                        | 212.5                        | 169.5                        | 169.1                        | 2.339,7                      |
| Phần trăm nắng có thể                    | 65                           | 66                           | 62                           | 55                           | 47                           | 39                           | 35                           | 42                           | 59                           | 63                           | 59                           | 61                           | 54                           |
| Nguồn: Cục Khí tượng Trung Quốc          |                              |                              |                              |                              |                              |                              |                              |                              |                              |                              |                              |                              |                              |

## Kinh tế
Từ đầu những năm 1990, chính phủ Trung Quốc đã đầu tư rất nhiều vào việc biến Hồn Xuân thành một trung tâm kinh tế khu vực, nhờ một phần lớn vào ảnh hưởng của cựu chủ tịch tỉnh Cát Lâm Vương Trung Ngọc, người làm việc với Chu Dung Cơ cho phép ông trở thành người đứng đầu đầu tiên của Ủy ban Cải cách và Phát triển Quốc gia Cộng hòa Nhân dân Trung Hoa. Vào ngày 9 tháng 3 năm 1992, quốc hội Trung Quốc đã chấp thuận thành lập Khu hợp tác kinh tế biên giới Hồn Xuân. Chính phủ quốc gia và chính quyền tỉnh Cát Lâm đã đầu tư liên tiếp hơn bốn tỷ nhân dân tệ ở Hồn Xuân cho đến những năm 1990.
Vào ngày 16 tháng 3 năm 2013, một thỏa thuận chung để xuất khẩu hàng dệt may sang Bắc Triều Tiên đã được công bố. Hàng dệt may sẽ được sản xuất thành 8.000 chiếc áo ở Bắc Triều Tiên và xuất khẩu trở lại Trung Quốc.
Khu hợp tác kinh tế biên giới Hồn Xuân đã được phê duyệt là khu hợp tác kinh tế biên giới cấp quốc gia vào năm 1992, với diện tích quy hoạch là 24 km2 (9,3 dặm vuông). Vào năm 2002 và 2001, khu chế xuất Hồn Xuân và Khu thương mại Trung-Nga đã được thành lập ở đây. Nằm ở ngã ba của Trung Quốc, Nga và Triều Tiên, thành phố là một vị trí chiến lược. Thành phố tập trung vào phát triển chế biến thực phẩm biển, sản xuất sản phẩm điện tử, dược phẩm sinh học, công nghiệp dệt may và các ngành công nghiệp khác.
Khu chế xuất Hồn Xuân nằm trong khu vực rộng 5 km2 (1,9 dặm vuông) trong Khu hợp tác kinh tế biên giới Hồn Xuân. Diện tích quy hoạch của nó là 2,44 km2 (0,94 sq mi). Nó thừa hưởng cơ sở hạ tầng và chính sách tốt như khu vực mẹ của nó.

## Giao thông

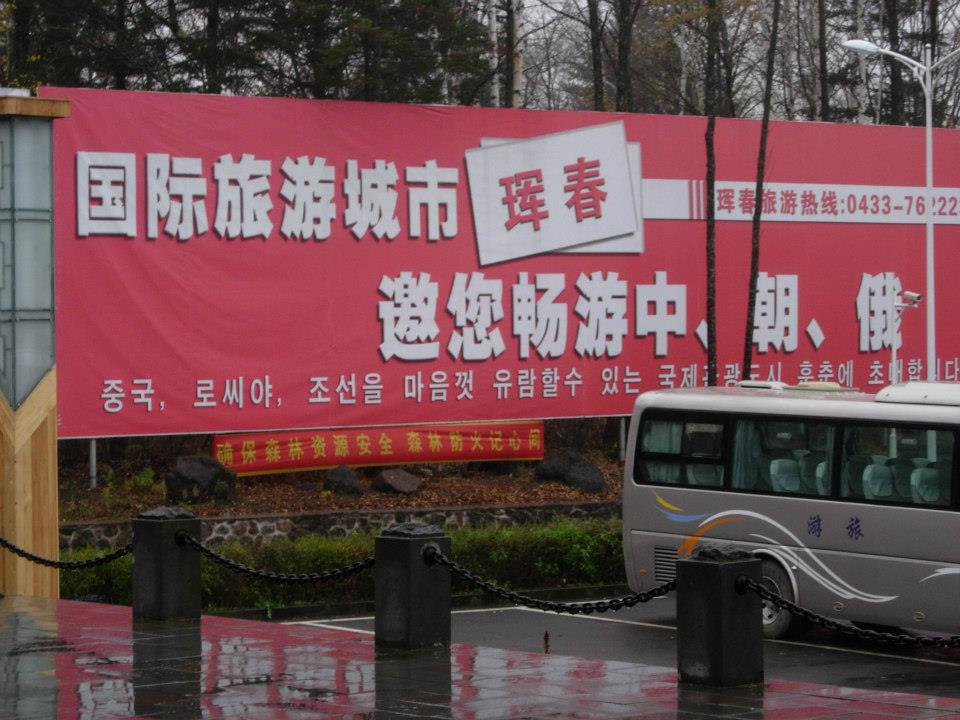

Đầu những năm 1990, chính quyền tỉnh Cát Lâm đã xây dựng một tuyến đường sắt và cải thiện đường cao tốc đến Hồn Xuân. Cầu sông Đồ Môn nối giữa Hồn Xuân và thị trấn Wonjeong (원정) của Bắc Triều Tiên. Cây cầu được xây dựng trong thời kỳ chiếm đóng của đế quốc Nhật Bản vào năm 1938. Năm 2010, cây cầu được cải tạo như một phần của thỏa thuận giữa Bắc Triều Tiên và Trung Quốc để hiện đại hóa cảng Rason ở Bắc Triều Tiên. Ngoài ra, một tuyến đường sắt mới đã được xây dựng nối liền Hồn Xuân và Makhalino (một ga trên tuyến Ussuriysk-Khasan, cách Khasan 41 km (25 dặm)) ở Nga và bắt đầu hoạt động vào tháng 2 năm 2000. Cảng Hồn Xuân cách Posyet 42 km (26 dặm) và cách thị trấn cảng Zarubino của Nga 63 km (39 dặm).
Tuyến đường sắt liên tỉnh Cát Lâm Hồn Xuân, tuyến đường sắt chở khách với tốc độ cao đến 250 km/h từ thành phố Cát Lâm đến Hồn Xuân qua thị trấn Đồ Môn (吉图珲铁路客运专线), đã bắt đầu xây dựng vào tháng 1 năm 2011, và đã được lên kế hoạch và kết thúc vào cuối tháng 9 năm 2015. Tuyến đường sắt này được mô tả là "tuyến đường sắt đẹp nhất của vùng Đông Bắc Trung Quốc" (do địa hình mà nó chạy qua) và "cách nhanh nhất để đến Vladivostok" (4 giờ đi tàu từ Thẩm Dương đến Hồn Xuân, cộng thêm bốn giờ bằng xe buýt từ Hồn Xuân đến Vladivostok). Để thông báo vị trí biên giới của thành phố, nhà ga có ký hiệu bằng bốn ngôn ngữ: tiếng Trung, tiếng Triều Tiên, tiếng Nga và tiếng Anh.